# Herb Nowogródka

Herb Nowogródka

Herb Nowogródka przedstawia św. Michała Archanioła. Postać „kapitana Niebieskich zastępów” wkomponowana jest w barokową czerwoną tarczę o podstawie łuku tatarskiego. Anioł ma rozpostarte, srebrne skrzydła. Jako rycerz Najświętszej Marii Panny archanioł ubrany jest w czarną, staropolską, barokową zbroję. W lewej ręce postać trzyma wagę – symbol sprawiedliwości i ważenia dusz przy Sądzie Ostatecznym, czym zajmuje się archanioł. W prawej dłoni trzyma czarny miecz do wymierzania kar – symbol pokonania diabła. Postać anioła stąpa po zielonej, urodzajnej ziemi nowogródzkiej.